# Eparchia birobidżańska i kuldurska
Eparchia birobidżańska i kuldurska – jedna z eparchii Rosyjskiego Kościoła Prawosławnego, z siedzibą w Birobidżanie. Jej obecnym zwierzchnikiem jest arcybiskup birobidżański i kuldurski Łukasz (Wołczkow), zaś funkcje katedry pełni sobór Zwiastowania w Birobidżanie. Terytorium eparchii jest tożsame z obszarem republiki Żydowskiego Obwodu Autonomicznego.
Eparchia powstała w 2002 poprzez wydzielenie z eparchii chabarowskiej. Według danych z 2011 dzieliła się na trzy dekanaty. Eparchii podlega żeński monaster św. Innocentego Moskiewskiego w Razdolnym.

## Biskupi birobidżańscy
- Józef (Bałabanow), 2002–2015[4]
- Efrem (Prosianok), 2015[5] (od 2017 arcybiskup)-2024[1]
- Łukasz (Wołczkow), od 2024[1]